# Harry Lubse
Henricus Carolus Gerardus (Harry) Lubse (Eindhoven, 23 september 1951) is een Nederlands voormalig voetballer. Hij speelde van 1968 tot en met 1985 voor achtereenvolgens PSV, Beerschot, Helmond Sport en Vitesse. Lubse won met PSV drie keer het Nederlandse landskampioenschap, twee keer de nationale beker en in het seizoen 1977/78 de UEFA Cup.

## Carrière
Lubse was vanaf jonge leeftijd fan van PSV en droomde ervan ooit in het Philips Stadion te mogen spelen. Hij begon zelf op zijn dertiende met voetballen in de jeugd van VV De Spechten. Later maakt hij daadwerkelijk de overstap naar PSV. Lubse kreeg in het seizoen 1973/74 onder coach Kees Rijvers een vaste basisplaats. Het seizoen erna stond hij elke competitiewedstrijd in de basis en scoorde hij dertien keer.
Lubse werd in de seizoenen 1974/75, 1975/76 en 1977/78 met PSV kampioen in de Eredivisie en won in 1973/74 en 1975/76 de KNVB Beker met de Eindhovense club. Lubse won in het seizoen 1977/78 de UEFA Cup met PSV, de eerste Europese prijs in de clubhistorie. Zijn teamgenoten en hij wonnen van achtereenvolgens Glenavon, Widzew Łódź, Eintracht Braunschweig en FC Magdeburg, in de halve finale van FC Barcelona en in de finale van SEC Bastia. Lubse scoorde tegen Glenavon (2x), Eintracht Braunschweig, Magdeburg en Barcelona.
Na zijn vertrek bij PSV werd Lubse in 1981/82 met Helmond Sport kampioen van de Eerste divisie. In dat seizoen werd er op 26 september 1981 voor het eerst een periodetitel behaald. Een paar maanden later maakte hij de beslissende goal tegen SC Veendam waardoor Helmond Sport kampioen werd.
Lubse maakt tegenwoordig deel uit van een team van oud-spelers van PSV dat speelt onder de naam Legendary PSV. Dit gelegenheidsteam speelt op uitnodiging wedstrijden.

## Interlands
In het kader van de kwalificatie voor het EK 1976 in Joegoslavië speelde Lubse één interlandwedstrijd. Dit was op 3 september 1975 in de wedstrijd Nederland-Finland in Nijmegen. Lubse had een basisplaats, speelde de volle 90 minuten en maakte zijn eerste en ook enige goal voor Oranje, dat met 4-1 zegevierde. De overige drie treffers van Oranje in het Goffertstadion kwamen op naam van Lubses clubgenoot Willy van der Kuylen. Ook maakte Lubse deel uit van de Oranje-selectie tijdens het wereldkampioenschap voetbal 1978 in Argentinië.

## Statistieken
| Seizoen         | Club            | Land               | Competitie      | Competitie | Competitie | Beker | Beker | Internationaal | Internationaal | Totaal | Totaal |
| Seizoen         | Club            | Land               | Competitie      | Wed.       | Dlp.       | Wed.  | Dlp.  | Wed.           | Dlp.           | Wed.   | Dlp.   |
| --------------- | --------------- | ------------------ | --------------- | ---------- | ---------- | ----- | ----- | -------------- | -------------- | ------ | ------ |
| 1969/70         | PSV             | Vlag van Nederland | Eredivisie      | 1          | 0          | 0     | 0     | 0              | 0              | 1      | 0      |
| 1970/71         | PSV             | Vlag van Nederland | Eredivisie      | 1          | 0          | 0     | 0     | 0              | 0              | 1      | 0      |
| 1971/72         | PSV             | Vlag van Nederland | Eredivisie      | 14         | 0          | 1     | 1     | 0              | 0              | 15     | 1      |
| 1972/73         | PSV             | Vlag van Nederland | Eredivisie      | 16         | 7          | 2     | 0     | –              | –              | 18     | 7      |
| 1973/74         | PSV             | Vlag van Nederland | Eredivisie      | 34         | 14         | 4     | 2     | –              | –              | 38     | 16     |
| 1974/75         | PSV             | Vlag van Nederland | Eredivisie      | 33         | 8          | 2     | 1     | 7              | 5              | 42     | 14     |
| 1975/76         | PSV             | Vlag van Nederland | Eredivisie      | 34         | 14         | 5     | 4     | 8              | 5              | 47     | 23     |
| 1976/77         | PSV             | Vlag van Nederland | Eredivisie      | 26         | 5          | 2     | 0     | 4              | 0              | 32     | 5      |
| 1977/78         | PSV             | Vlag van Nederland | Eredivisie      | 34         | 14         | 2     | 1     | 12             | 6              | 48     | 21     |
| 1978/79         | PSV             | Vlag van Nederland | Eredivisie      | 28         | 9          | 4     | 2     | 4              | 1              | 36     | 12     |
| 1979/80         | PSV             | Vlag van Nederland | Eredivisie      | 33         | 10         | 6     | 2     | 4              | 0              | 43     | 12     |
| Club totaal     | Club totaal     | Club totaal        | Club totaal     | 254        | 81         | 28    | 13    | 39             | 17             | 321    | 111    |
| 1980/81         | Beerschot       | Vlag van België    | Eerste klasse   | 9          | 1          | 0     | 0     | –              | –              | 9      | 1      |
| Club totaal     | Club totaal     | Club totaal        | Club totaal     | 9          | 1          | 0     | 0     | 0              | 0              | 9      | 1      |
| 1980/81         | Helmond Sport   | Vlag van Nederland | Eerste divisie  | 20         | 7          | 0     | 0     | –              | –              | 20     | 7      |
| 1981/82         | Helmond Sport   | Vlag van Nederland | Eerste divisie  | 34         | 8          | 1     | 0     | –              | –              | 35     | 8      |
| 1982/83         | Helmond Sport   | Vlag van Nederland | Eredivisie      | 33         | 8          | 2     | 2     | –              | –              | 35     | 10     |
| 1983/84         | Helmond Sport   | Vlag van Nederland | Eredivisie      | 33         | 11         | 2     | 0     | –              | –              | 35     | 11     |
| Club totaal     | Club totaal     | Club totaal        | Club totaal     | 120        | 34         | 5     | 2     | 0              | 0              | 125    | 36     |
| 1984/85         | Vitesse         | Vlag van Nederland | Eerste divisie  | 28         | 6          | 4     | 1     | –              | –              | 32     | 7      |
| Club totaal     | Club totaal     | Club totaal        | Club totaal     | 28         | 6          | 4     | 1     | 0              | 0              | 32     | 7      |
| Carrière totaal | Carrière totaal | Carrière totaal    | Carrière totaal | 411        | 122        | 37    | 16    | 39             | 17             | 487    | 155    |

- Competitie: Eredivisie en de Eerste klasse (België)
- Beker: KNVB Beker en de Beker van België
- Internationaal: Europacup I, Europacup II en de UEFA Cup

## Erelijst
| Competitie              |        |                           |     |     |
| Competitie              | Aantal | Jaren                     |     |     |
| PSV                     | PSV    | PSV                       | PSV | PSV |
| ----------------------- | ------ | ------------------------- | --- | --- |
| UEFA Cup                | 1x     | 1977/78                   |     |     |
| Kampioen Eredivisie     | 3x     | 1974/75, 1975/76, 1977/78 |     |     |
| KNVB Beker              | 2x     | 1973/74, 1975/76          |     |     |
| Helmond Sport           |        |                           |     |     |
| Kampioen Eerste divisie | 1x     | 1981/82                   |     |     |

## Trivia
- Toen PSV in 1975 landskampioen werd, nam Lubse een plaatje op met als titel "PSV, de kampioen." (Wat anderen ook willen, er is niks meer aan te doen. De club uit de lichtstad steeds paraat, als het om `t behalen van de titel gaat).
- Op 20 augustus 1983 maakt Lubse het 25.000e doelpunt van de Eredivisie, in een wedstrijd tegen Fortuna Sittard.